# Jacques Bresse
Jacques Antoine Charles Bresse (Vienne (Isère), 9 de outubro de 1822 — Paris, 22 de maio de 1883) foi um engenheiro civil francês.
Especializado no projeto e aplicação de rodas de água. É um dos 72 nomes na Torre Eiffel.
Graduado pela École Polytechnique em 1843, com educação formal em engenharia pela École Nationale des Ponts et Chaussées, para a qual retornou em 1848 como instrutor de mecânica aplicada, tornando-se professor em 1853.

## Obras
- Recherches analytiques, sur la flexion et la résistance des pièces courbes, accompagnées de tables numériques. Paris: Mallet-Bachelier, 1854
- Cours de mécanique appliquée. Paris: Mallet-Bachelier, 1859 vol. 3, en Gauthier-Villars, París
- Sur la sommation des seriés. Comptes Rendus 64, 1867
- Bresse, Jacques Antoine Charles, Water-wheels; Or, Hydraulic Motors, John Wiley & Sons, Nova Iorque, 1869
- Cours de mécanique et machines. Paris: Gauthier-Villars, 1885